# Chapelle Saint-Roch de Castelnaudary
Pour les articles homonymes, voir Chapelle Saint-Roch.
La chapelle Saint-Roch est une chapelle située à Castelnaudary dans le département français de l'Aude en région Occitanie.

## Historique
L'édifice est inscrit au titre des monuments historiques en 1990.